# Stora Abborrtjärnen (Skinnskattebergs socken, Västmanland)
Stora Abborrtjärnen är en sjö i Skinnskattebergs kommun i Västmanland och ingår i Norrströms huvudavrinningsområde.